# Lorenzo Del Boca
Pour les articles homonymes, voir Del Boca.
Lorenzo Del Boca (né à Romagnano Sesia, le 24 juin 1951) est un journaliste et un essayiste Italien.

## Biographie
Il a été le président de l'Ordre national des journalistes entre 2001 et 2010. Il est le premier à avoir été élu pendant trois mandats consécutifs.
Diplômé en philosophie et en sciences politiques, il est journaliste professionnel depuis 1980. Sa carrière professionnelle commence à La Stampa de Novare, et en 1989, il est muté à Turin, à la rédaction des chroniques de la Stampa Sera. Il concentre son activité principale sur les événements liés au terrorisme. En 1996, il est le président de la Fédération nationale de la presse italienne (FNSI) jusqu'à son élection en 2001, au poste de président du Conseil national de l'Ordre des journalistes.
Son occupation d'historien et d'écrivain est axée, en particulier, sur la période du Risorgimento avec la publication de deux essais (Maledetti Savoia en 1998 et Indietro Savoia, storia controcorrente del Risorgimento italiano en 2003), reconnus pour son intransigeance et son manque de respect envers la maison de Savoie et la distance prise avec l'historiographie majoritairement admise.

## Ouvrages

### Essais historiques
- (it) Polentoni, Come e perché il Nord è stato tradito : (danneggiando anche il Sud), Piemme, 2011, 304 p. (lire en ligne), écrit en collaboration avec Roberto Cota.
- (it) Valsesia : storia, tradizioni, leggende, arte, folclore, dialetto, personaggi, gastronomia, turismo, Priuli & Verlucca, 1981, 199 p. (lire en ligne), écrit en collaboration avec Vittoria Sincero.
- (it) L'antica sede del Collegio delle Provincie in Torino, Eda, 1984, 56 p. (lire en ligne), écrit en collaboration avec Giuliana Brugnelli Biraghi.
- (it) Maledetti Savoia, Piemme, 1998, 287 p. (lire en ligne)
- (it) Il dito dell'anarchico : storia dell'uomo che sognava di uccidere Mussolini, Piemme, 2000, 229 p. (lire en ligne)
- (it) Indietro Savoia ! : : storia controcorrente del Risorgimento, Piemme, 2003, 281 p. (lire en ligne)
- (it) Il segreto di Camilla : un processo per spionaggio davanti al tribunale speciale fascista, UTET libreria, 2005, 133 p. (lire en ligne)
- (it) Grande guerra, piccoli generali : una cronaca feroce della prima guerra mondiale, UTET libreria, 2007, 223 p. (lire en ligne)
- (it) L'intermediazione di interessi : Lobbying, Aracne, 2007, 136 p. (lire en ligne), écrit en collaboration avec Marcello Menni.
- (it) Maledetti Savoia, Savoia benedetti : storia e controstoria dell'unità d'Italia, Piemme, 2010, 433 p. (lire en ligne), écrit en collaboration avec Emanuele Filiberto di Savoia.

### Œuvre journalistique
- (it) Il sistema dell'informazione, Centro Documentazione Giornalistica, 2003, 399 p. (lire en ligne), écrit en collaboration avec Vittorio Roidi et Tullio De Mauro.